# 第34F海軍航空隊
第34F海軍航空隊（フランス語：Flottille 34F）は、フランス海軍海軍航空隊の一つ。 1974年9月9日に創設された。

## 配備基地
- サン＝ラフェル海軍航空基地（1974年9月 - 1974年12月）
- ランヴェオック＝プルミック海軍航空基地（1975年1月 - ）

## 装備機
- シュド・アビアシオン アルエットIII（1974年9月 - 1980年7月）
- アグスタウェストランド リンクス（1979年10月 - ）